# Discografia di Masami Okui
Questa pagina contiene la discografia di Masami Okui, cantante giapponese, le cui opere sono principalmente legate al mondo dell'animazione giapponese.

## Album

### Album in studio
- 1995 - Gyuu
- 1996 - V-sit
- 1997 - Ma-KING
- 1998 - Do-Can
- 1999 - Her-Day
- 2000 - NEEI
- 2001 - Devotion
- 2002 - Crossroad
- 2004 - ReBirth
- 2005 - Dragonfly
- 2006 - God Speed
- 2006 - evolution
- 2007 - Masami Life
- 2009 - Akasha
- 2010 - I-Magination

### Raccolte
- 2001 - S-mode #1
- 2004 - S-mode #2
- 2005 - S-mode #3
- 2008 - Ooku (大奥)

### Album dal vivo
- 1999 - BEST-EST
- 2000 - Li-Book 2000

### Cover
- 2003 - Masami Kobushi (マサミコブシ)
- 2009 - Self Satisfaction
- 2011 - Self Satisfaction II

### Tributi
- 2008 - TRIBUTE TO MASAMI OKUI ~Buddy~

## EP
- 2002 - Angel's Voice

## Singoli
- 1993 - Dare Yori mo Zutto... (誰よりもずっと...)
- 1993 - Yume ni Konnichiwa ~Willow Town Monogatari~ (夢にこんにちわ ～ウイロータウン物語～)
- 1994 - I Was Born to Fall in Love
- 1994 - Reincarnation
- 1994 - My Jolly Days
- 1994 - It's DESTINY -Yatto Meguri Aeta- (It's DESTINY -やっと巡り会えた-)
- 1995 - Get Along (con Megumi Hayashibara)
- 1995 - MASK (con Matsumura Kasumi)
- 1996 - Shake It
- 1996 - Jama wa Sasenai (con Megumi Hayashibara)
- 1996 - Naked Mind
- 1997 - J
- 1997 - Rondo - revolution (輪舞-revolution)
- 1997 - Rinbu-revolution / truth (輪舞-revolution / truth) (con Luca Yumi)
- 1997 - Souda, Zettai. (そうだ、ぜったい。)
- 1998 - Birth
- 1998 - AKA (朱 -AKA-)
- 1998 - Never Die
- 1999 - Key
- 1999 - Tenshi no Kyuusoku (天使の休息)
- 1999 - Labyrinth/Toki ni Ai wa (labyrinth/時に愛は)
- 1999 - Sore wa Totsuzen Yatte Kuru (それは突然やってくる)
- 1999 - Only One, No.1
- 2000 - Over the End
- 2000 - TURNING POINT
- 2000 - Cutie
- 2000 - Just Do It
- 2001 - Sora ni Kakeru Hashi (空にかける橋)
- 2001 - Megami ni Naritai ~for a yours~ (女神になりたい ～for a yours～)
- 2001 - Shuffle
- 2001 - Deportation ~but, never too late~
- 2002 - Happy Place
- 2003 - SECOND IMPACT
- 2004 - Olive
- 2005 - TRUST / A confession of TOKIO
- 2006 - mitsu (蜜 -mitsu-)
- 2006 - Zero-G-
- 2006 - Wild Spice
- 2007 - Remote Viewing
- 2007 - It's My life
- 2007 - RING
- 2007 - Insanity
- 2008 - Melted Snow
- 2009 - Starting Over
- 2009 - Miracle Upper Wl feat. May'n (ミラクル・アッパーWL)
- 2010 - Renka Tairan (恋華大乱)

### Singoli digitali
- 2010 - Good-bye crisis

## Videografia

### VHS
- 1997 - Ma-KING Concert' 97
- 1999 - Do-can diary
- 1999 - A-Day
- 1999 - Live in Hibiya -no cut-
- 2000 - B-Day

### Album video
- 1999 - Live in Hibiya -no cut-
- 2000 - Ma-KING Concert' 97
- 2000 - Do-can diary
- 2000 - document '00
- 2001 - Birth Live '01
- 2001 - A-Day
- 2001 - B-Day
- 2001 - C-Day
- 2002 - Live Devotion
- 2003 - V-mode -10th Anniversary-
- 2004 - GIGS 2004 ReBirth
- 2005 - GIGS 2005 Dragonfly
- 2006 - GIGS 2006 GodSpeed
- 2007 - GIGS 2006 evolution
- 2009 - GIGS 2007 Masami Life